# Hadrotarsus fulvus
Hadrotarsus fulvus är en spindelart som beskrevs av Hickman 1943. Hadrotarsus fulvus ingår i släktet Hadrotarsus och familjen klotspindlar.
Artens utbredningsområde är Tasmanien. Inga underarter finns listade i Catalogue of Life.